# Giải bóng đá ngoại hạng Iraq 1998-99
Giải bóng đá ngoại hạng Iraq 1998–99 là mùa giải thứ 25 của giải đấu kể từ khi thành lập năm 1974. Đội vô địch là Al-Zawraa với lần thứ 8 trong lịch sử. Nếu Al-Talaba đánh bại Al-Naft trong vòng đấu cuối cùng, thì họ sẽ giành chức vô địch, nhưng trận đấu kết thúc không bàn thắng và chiến thắng Al-Zawraa trước Al-Karkh giúp họ lên ngôi vô địch. Al-Zawraa cũng đoạt Cúp bóng đá Iraq in this season để hoàn tất cú đúp.

## Bảng xếp hạng
| Vị thứ | Đội bóng          | St | W  | D  | L  | BT | BB | HS  | Đ  | Giành quyền hoặc xuống hạng                                 |
| 1      | Al-Zawraa (C)     | 30 | 24 | 4  | 2  | 73 | 22 | +51 | 76 | Giải vô địch bóng đá các câu lạc bộ châu Á 2000–01          |
| 2      | Al-Talaba         | 30 | 24 | 3  | 3  | 71 | 25 | +46 | 75 | Cúp các câu lạc bộ đoạt cúp bóng đá quốc gia châu Á 2000–01 |
| 3      | Al-Quwa Al-Jawiya | 30 | 21 | 5  | 4  | 87 | 27 | +50 | 68 |                                                             |
| 4      | Al-Minaa          | 30 | 14 | 8  | 8  | 35 | 29 | +6  | 50 |                                                             |
| 5      | Al-Shorta         | 30 | 13 | 10 | 7  | 55 | 40 | +15 | 49 |                                                             |
| 6      | Al-Karkh          | 30 | 11 | 12 | 7  | 42 | 32 | +10 | 45 |                                                             |
| 7      | Diyala            | 30 | 10 | 12 | 8  | 35 | 37 | –2  | 42 |                                                             |
| 8      | Al-Najaf          | 30 | 9  | 10 | 11 | 44 | 43 | +1  | 37 |                                                             |
| 9      | Duhok             | 30 | 8  | 13 | 9  | 32 | 33 | –1  | 37 |                                                             |
| 10     | Al-Naft           | 30 | 9  | 9  | 12 | 35 | 38 | –3  | 36 |                                                             |
| 11     | Samaraa           | 30 | 9  | 8  | 13 | 28 | 51 | –23 | 35 |                                                             |
| 12     | Al-Jaish          | 30 | 9  | 4  | 17 | 25 | 42 | –17 | 31 |                                                             |
| 13     | Al-Kadhimiya      | 30 | 7  | 8  | 15 | 42 | 62 | –20 | 29 |                                                             |
| 14     | Maysan            | 30 | 6  | 4  | 20 | 25 | 64 | –39 | 22 |                                                             |
| 15     | Salahaddin        | 30 | 6  | 3  | 21 | 27 | 67 | –40 | 21 |                                                             |
| 16     | Al-Sulaikh        | 30 | 2  | 3  | 25 | 17 | 61 | –44 | 9  | Xuống hạng Iraq Division 1                                  |

## Vua phá lưới
| Vị thứ | Cầu thủ          | Bàn thắng | Đội bóng          |
| ------ | ---------------- | --------- | ----------------- |
| 1      | Ahmed Khudhair   | 19        | Al-Quwa Al-Jawiya |
| 1      | Hashim Ridha     | 19        | Al-Shorta         |
| 3      | Hesham Mohammed  | 17        | Al-Zawraa         |
| 3      | Abbas Rahim      | 17        | Al-Karkh          |
| 5      | Hussein Abdullah | 16        | Diyala            |